# 2004年夏季奥林匹克运动会足球比赛
2004年夏季奥林匹克运动会足球比赛开始于2004年8月11日（该届奥运会开幕两天前），结束于2004年8月28日。
该比赛连同夏季奥运会每四年举办一次。隶属于国际足联的协会亦被邀请与男子U-23足球代表队以及女子足球代表队共同参与比赛。足球比赛男子项目由各国的国家奥林匹克队参赛，年龄必须在23岁以下，其中最多有三名队员允许大于23岁。而女子足球则没有这个规定。
该比赛的男子赛事的胜者是执教的阿根廷队，该队每一场比赛都在未失一球的情况下获得胜利，保持了纪录。另外阿根廷队的也获得了该比赛的金靴奖。女子赛事的胜者是美国队。

## 比赛场馆
比赛在6座城市的6个场馆举行。
| 雅典奥林匹克体育场   | 卡雷斯卡基斯体育场 |
| 容量：69,618人       | 容量：33,296人     |
| 雅典奥林匹克体育场   | 卡雷斯卡基斯体育场 |
| 伊拉克利翁           | 帕特雷             |
| Pankritio Stadium    | 全伯罗奔尼撒体育场 |
| 容量：26,240人       | 容量：23,500人     |
|                      | 全伯罗奔尼撒体育场 |
| 塞萨洛尼基           | 沃洛斯             |
| 卡凡佐格里歐體育場   | 泛色萨利体育场     |
| 容量：28,028人       | 容量：21,700人     |
| Kaftanzoglio Stadium |                    |

这6个体育场当中，雅典奥林匹克体育场被用来举办奥运会的开幕式和足球比赛的决赛。

## 赛事
足球比赛首先分为7个小组进行比赛。男子足球比赛有16支参赛队伍，分为A、B、C、D4个小组，每组4支球队，分预赛、四分之一决赛、半决赛和决赛四轮。女子比赛有10支球队参赛，为E、F、G3个小组，其中E、F各3支球队，G组则是4支球队，分四分之一决赛、半决赛和决赛三轮。
- 男子：
  - A组：马里、大韩民国、墨西哥、希腊
  - B组：加纳、意大利、巴拉圭、日本
  - C组：阿根廷、突尼斯、塞黑、澳大利亚
  - D组：伊拉克、葡萄牙、摩洛哥、哥斯达黎加
- 女子：
  - E组：尼日利亚、日本、瑞典
  - F组：德国、墨西哥、中华人民共和国
  - G组：美国、澳大利亚、巴西、希腊

女子足球在8月11日开赛，是本届奥运会最先开赛的项目。男子足球第一轮比赛也在当天开赛。

### 男子足球
男子足球在8月18日分组赛成绩揭晓，马里、大韩民国、葡萄牙、意大利、阿根廷、澳大利亚、伊拉克、巴拉圭晋级。
8月21日，意大利、阿根廷、伊拉克、巴拉圭四支队伍进入半决赛。

### 女子足球
女子足球在8月17日分组赛成绩揭晓，瑞典、尼日利亚、日本、德国、墨西哥、美国、巴西、澳大利亚8支球队进入1/4决赛。
8月20日，女足赛四强产生：美国、德国、瑞典、巴西。8月23日进行半决赛。
8月23日，半决赛结束。决赛：美国队对巴西队；决定第三、四名比赛：德国队对瑞典队。

## 奖牌榜
| 排名 | 国家／地区 | 金牌 | 银牌 | 铜牌 | 總數 |
| ---- | ---------- | ---- | ---- | ---- | ---- |
| 1    | 阿根廷     | 1    | 0    | 0    | 1    |
| 1    | 美国       | 1    | 0    | 0    | 1    |
| 3    | 巴拉圭     | 0    | 1    | 0    | 1    |
| 3    | 巴西       | 0    | 1    | 0    | 1    |
| 5    | 意大利     | 0    | 0    | 1    | 1    |
| 5    | 德国       | 0    | 0    | 1    | 1    |

## 各项成绩

### 男子
| 项目     | 金牌 | 银牌 | 铜牌 |
| 男子足球 | 阿根廷（ARG） · 罗伯托·阿亚拉 · 尼古拉斯·布尔迪索 · 维利·卡瓦列罗 · 法布里西奥·科洛奇尼 · 塞薩爾·德爾加多 · 安德列斯·达历山德罗 · 莱安德罗·费尔南德斯 · 盧斯安奴·費古路亞 · 基利·冈萨雷斯 · 路易斯·冈萨雷斯 · 马里亚诺·冈萨雷斯 · 加夫列尔·海因策 · 赫尔曼·卢克斯 · 哈维尔·马斯切拉诺 · Nicolás Medina · 基文迪·洛迪古斯 · 毛罗·罗萨莱斯 · 哈维尔·萨维奥拉 · 卡洛斯·特维斯 · 教练： | 巴拉圭（PAR） · 罗德里戈·罗梅罗 · 埃米利奥·马丁内斯 · 胡利奥·曼苏尔 · 卡洛斯·加马拉 · José Devaca · 塞尔索·埃斯基韦尔 · 巴勃罗·希门尼斯 · 埃德加·巴雷托 · 弗雷迪·巴雷罗 · 迭戈·菲格雷多 · 奥雷利亚诺·托雷斯 · 佩德罗·贝尼特斯 · 胡利奥·塞萨尔·恩西索 · 胡利奥·冈萨雷斯 · 埃内斯托·克里斯塔尔多 · 奥斯瓦尔多·迪亚斯 · 何塞·卡多索 · 迭戈·巴雷托 · 教练：Carlos Jara Saguier | 意大利（ITA） · 马尔科·阿梅利亚 · 安德雷·巴尔扎利 · 达尼埃莱·博内拉 · 切萨雷·博沃 · 乔吉奥·基耶利尼 · 达尼埃莱·德罗西 · 西蒙尼·德爾內羅 · 馬爾科·多納代爾 · 马泰奥·费拉里 · 安德烈亚·加斯巴罗尼 · 阿尔贝托·吉拉迪诺 · 埃米里亚诺·莫雷蒂 · 吉安多梅尼科·梅斯托 · 安杰洛·帕隆博 · 伊万·佩利佐利 · 詹皮耶罗·平齐 · 安德烈亚·皮尔洛 · 朱塞佩·斯庫利 · 教练：克劳迪奥·真蒂莱 |

### 女子
| 项目     | 金牌 | 银牌 | 铜牌 |
| 女子足球 | 美国（USA） · 布里安娜·斯柯里 · 希瑟·米茨 · 克丽丝蒂·兰波内 · 卡特·雷迪克 · 琳赛·塔普利 · 布兰迪·查斯顿 · 香农·博克斯 · Angela Hucles · 米娅·哈姆 · 阿莉·瓦格纳 · 朱莉·福迪 · 辛迪·帕洛 · 克丽丝廷·利利 · 乔伊·福西特 · 凯特·马克格拉夫 · 阿比·万巴赫 · 希瑟·奥赖利 · Kristin Luckenbill · 教练：阿普丽尔·海因里希斯 | 巴西（BRA） · Andréia · Maravilha · Mônica · Tânia · Juliana · Daniela · Rosana · Renata Costa · Aline · Formiga · 埃兰妮 · Maycon · Pretinha · 玛塔 · 克里斯蒂安妮 · Roseli · Dayane · Grazielle · 教练：Renê Simões | 德国（GER） · 西尔克·罗滕贝格 · 克斯廷·施特格曼 · 克斯廷·加雷弗雷克斯 · 施特菲·约内斯 · 萨拉·金特 · Viola Odebrecht · 皮娅·文德利希 · Petra Wimbersky · 比吉特·普林茨 · 雷娜特·林戈尔 · 马丁娜·米勒 · Navina Omilade · 桑德拉·明纳特 · 伊莎贝尔·巴霍尔 · 索尼娅·富斯 · 康妮·波勒斯 · 阿里亚娜·兴斯特 · 娜丁·安格勒 · 教练：Tina Theune-Meyer |